# 錦江町立神川中学校

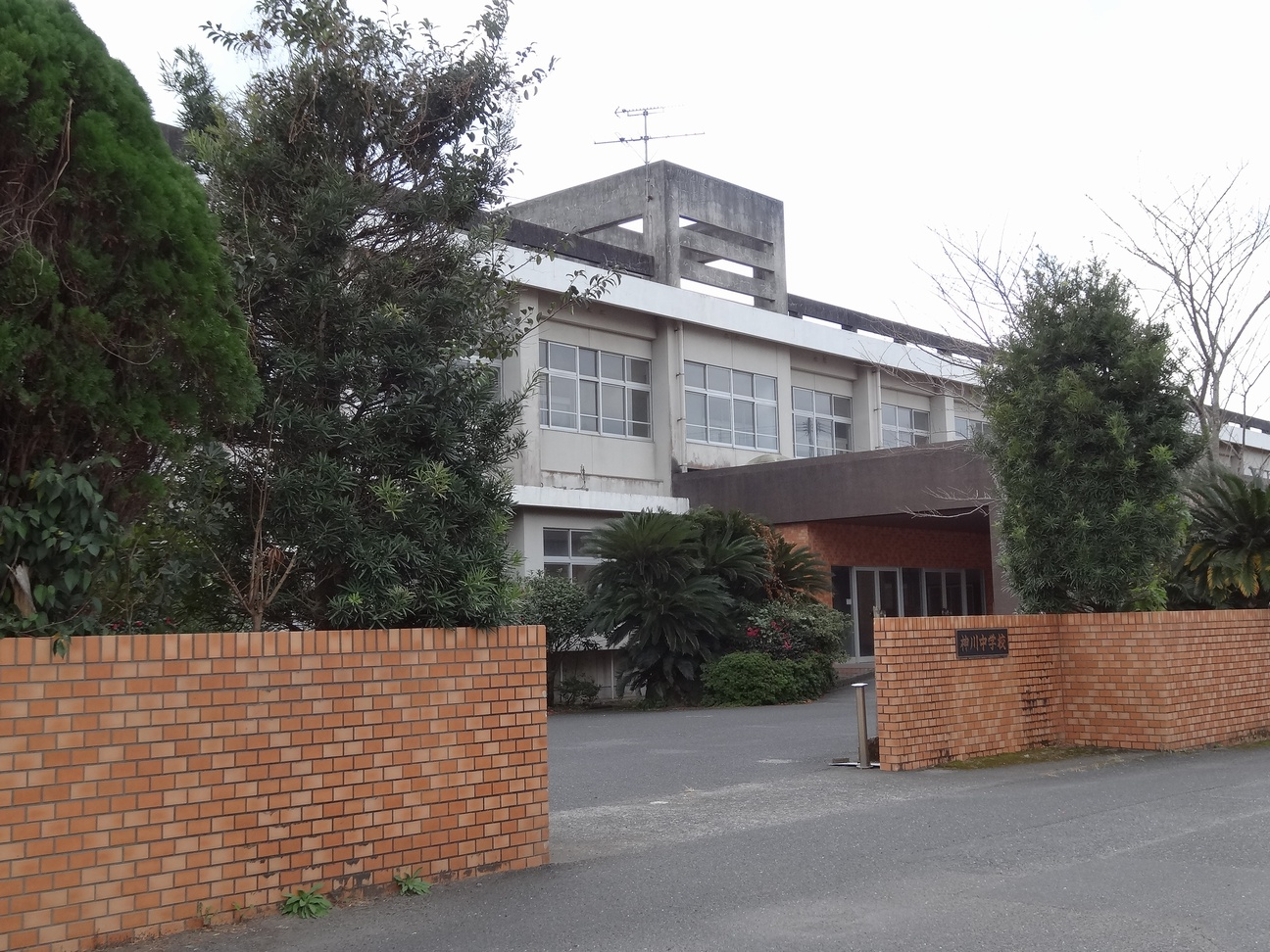
閉校後の姿（2012年12月撮影）

錦江町立神川中学校（きんこうちょうりつ かみかわちゅうがっこう）は、かつて鹿児島県肝属郡錦江町神川にあった町立中学校。
2005年3月22日に市町村合併で錦江町制が発足する以前は、大根占町の設置する町立中学校であった。

## 校区
- 神川小校区：全体

## 概要
2006年度現在の閉校直前の数年間は、生徒数は50 - 60人前後を推移し、全学年1学級であった。
- 2008年（平成20年）3月、過疎化と少子化により、田代中学校を除く町内の他の3中学校と共に錦江町立錦江中学校に統合され、廃校となった。

## 校則
- 男子頭髪は、校則によって丸刈り（坊主）が強制されていたが、2006年度から自由化された。

## 著名な出身者
四代目三遊亭圓歌(落語家)